# Daniel Sundgren
Daniel Sundgren, né le 22 novembre 1990 à Solna en Suède, est un footballeur international suédois qui évolue au poste d'arrière droit au Degerfors IF.

## Biographie

### En club
Né à Solna en Suède, Daniel Sundgren est formé par l'AIK Solna. En 2009 il rejoint le Väsby United. Après avoir joué pour le Degerfors IF il fait son retour à l'AIK en 2016, le transfert est annoncé dès le mois de novembre 2015. Il joue son premier match pour l'AIK le 28 avril 2016, lors d'un match de championnat face à l'Helsingborgs IF. Il est titularisé et son équipe s'incline par deux buts à un ce jour-là.
En juin 2019, Sundgren rejoint la Grèce en s'engageant avec l'Áris FC. Il joue son premier match sous ses nouvelles couleurs le 25 juillet 2019, lors d'un match de Ligue Europa face à l'AEL Limassol (0-0 score final). Il fait sa première apparition en première division grecque le 24 août 2019 contre l'OFI Crète. Il est titularisé et les deux équipes se séparent sur un score de un partout ce jour-là.
Le 20 juin 2022, Daniel Sundgren s'engage en faveur du club israélien du Maccabi Haïfa. Il fait sa première apparition pour le Maccabi Haïfa le 16 juillet 2022 lors de la Supercoupe d'Israël face au Hapoël Beer-Sheva. Il est titularisé et les deux équipes se neutralisent dans le temps réglementaire (1-1) avant de se départager aux tirs au but. Lors de cette séance c'est l'Hapoël Beer-Sheva qui s'impose.
Le 9 septembre 2024, Daniel Sundgren quitte Israël après avoir rompu son contrat avec le Maccabi Haïfa, et retrouve la Grèce en s'engageant à 33 ans avec le Volos FC. Il signe un contrat d'un an.

### En sélection
En août 2021, Daniel Sundgren est appelé pour la première fois avec l'équipe nationale de Suède par le sélectionneur Janne Andersson. Il honore sa première sélection lors d'un match amical face à l'Ouzbékistan le 5 septembre 2021. Il entre en jeu à la place de Mattias Johansson et son équipe l'emporte par deux buts à un.

## Palmarès
AIK Solna
- Championnat de Suède (1) :
  - Champion : 2018.
  - Vice-champion : 2016 et 2017.

 Maccabi Haïfa
- Championnat d'Israël (1) :
  - Champion : 2022-2023.
- Supercoupe d'Israël :
  - Finaliste : 2022